# La Montagne (film)
Pour les articles homonymes, voir La Montagne.
Pour plus de détails, voir Fiche technique et Distribution.
La Montagne (Al-Jabal) est un film libanais réalisé par Ghassan Salhab, sorti en 2010.

## Fiche technique
- Titre original : Al-Jabal
- Titre français : La Montagne
- Réalisation et scénario : Ghassan Salhab
- Pays d'origine : Liban
- Format : Noir et blanc - 35 mm
- Genre : drame
- Durée : 80 minutes
- Date de sortie : 2010

## Distribution
- Fadi Abi Samra :